# Martha Blech-Frank
Martha Blech-Frank, auch Martha Frank-Blech, geborene Johanna Auguste Wilhelmine Martha Frank (* 8. Oktober 1871 in Sondershausen; † 21. Juli 1962 in Berlin-Tiergarten) war eine deutsche Opernsängerin (Sopran).

## Leben
Ihre Eltern waren der jüdische Wollwarenfabrikant Hermann Frank und Johanna Friederike Luise Frank, geborene Manhardt (* 1836 Clingen). 
Martha Frank wurde am Konservatorium ihrer Heimatstadt Sondershausen ausgebildet und debütierte 1891 am dortigen Hoftheater, dem sie bis 1894 angehörte, als Undine in der gleichnamigen Oper von Albert Lortzing. Ab 1894 war sie zwei Spielzeiten am Stadttheater von Aachen engagiert. Dort sang sie im Dezember 1894 in der Uraufführung der Oper Cherubina die Titelrolle, Komponist war ihr späterer Ehemann Leo Blech. 1896 bis 1899 war sie am Hoftheater von Darmstadt tätig, 1899 ging sie an das Neue Deutsche Theater in Prag, dessen Mitglied sie bis 1906 blieb. Hier wirkte sie im März 1901 an der Uraufführung der Oper Der polnische Jude von Karel Weis mit; im November 1903 sang sie die Partie der Magd Pepa in der Uraufführung von Eugen d’Alberts Oper Tiefland. 1906 folgte sie Leo Blech nach Berlin und trat nur noch gastweise auf der Bühne oder im Konzertsaal auf; spätestens 1917 hatte sie sich ganz aus der Öffentlichkeit zurückgezogen.
Ende 1937 ging sie mit ihrem Mann in die Emigration nach Riga. Als Lettland im Juni 1941 von deutschen Truppen erobert wurde, konnten die Blechs mit Unterstützung des Intendanten der Berliner Staatsoper Heinz Tietjen und der schwedischen Gesandtschaft nach Stockholm fliehen. Im Herbst 1949 kehrte das Künstlerehepaar nach Berlin zurück, wo Leo Blech 1958 starb. 
Beide sind auf dem Friedhof Heerstraße begraben (Abteilung 20 Wald – 1 e). Das Land Berlin hatte Leo Blechs Grab als Ehrengrab angelegt und gepflegt, das galt zunächst für die Dauer von 50 Jahren. Der Status einer Ehrengrabstätte wird nach den Verwaltungsvorschriften alle 20 Jahre überprüft. Die Senatsverwaltung hatte im Jahr 2013 befunden, „dass ein fortlebendes Andenken in der allgemeinen Öffentlichkeit über den Zeitraum eines Jahrhunderts hinaus“ nicht zu erwarten sei. Deshalb wurde Anfang 2013 der Grabstein abgesägt und die Grabstelle mit dem Grab des Germanisten Peter Wapnewski neu belegt. Die Proteste engagierter Musikfreunde konnten das nicht verhindern. Einige Musikpublizisten schlossen sich daraufhin zusammen, um Leo Blech mit einer Publikation ein neues Denkmal zu setzen. Dank privater Initiativen wurde der Grabstein gegenüber seinem ehemaligen Standort wieder aufgerichtet. Ein Plan der Senatsverwaltung für Kultur, auf dem Friedhof ein angemessenes Andenken zu ermöglichen, wurde jedoch nicht umgesetzt.

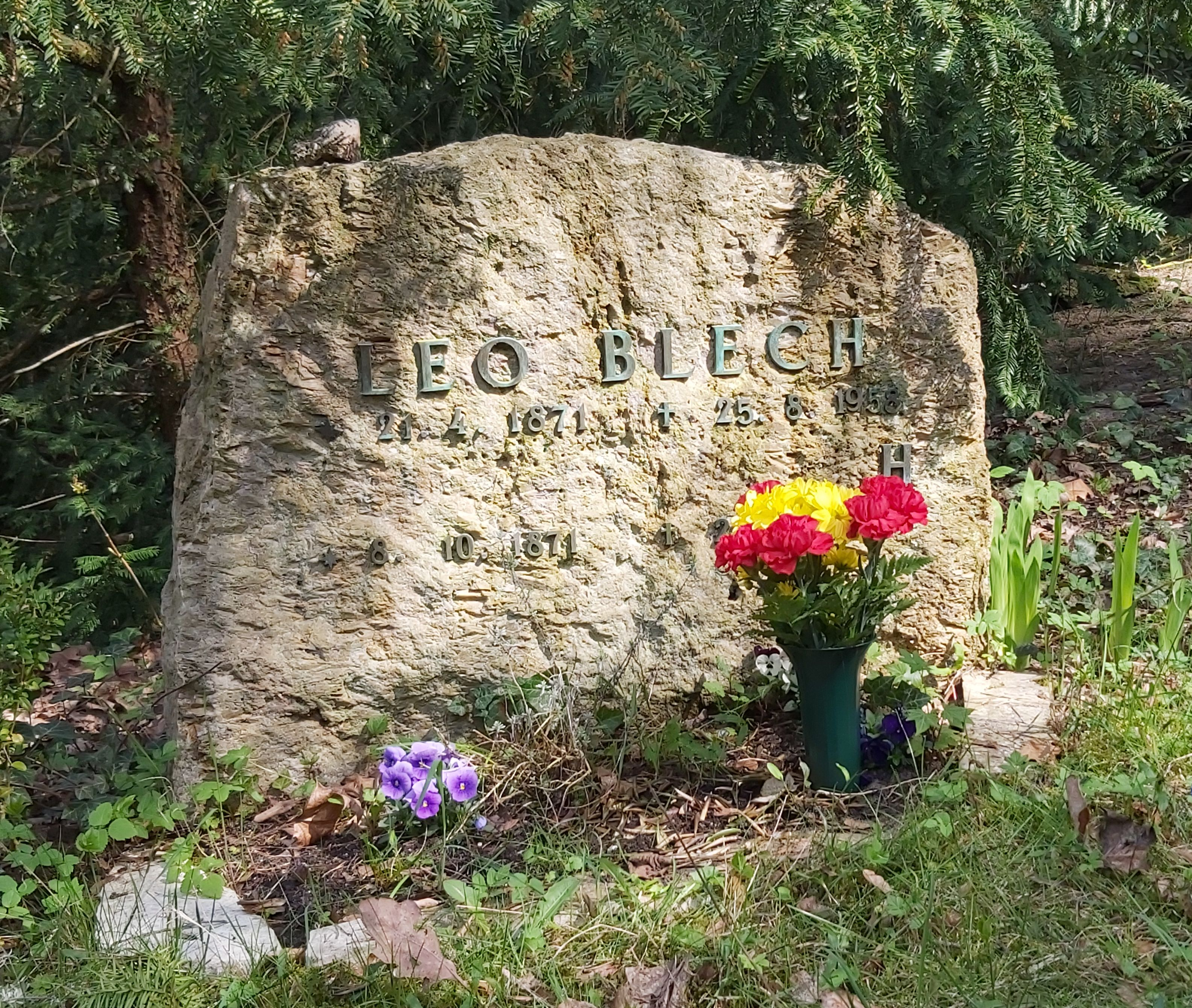
Grabstein Leo und Martha Blech, Berlin, Friedhof Heerstraße, April 2021

Den bekannten Dirigenten und Komponisten Leo Blech heiratete Martha Frank im Mai 1899 in Darmstadt. Der Sohn Wolfgang (* 1904 in Prag; † 1988 in Los Angeles) wurde Kaufmann. Er emigrierte im Juli 1936 in die USA und war dort im German Jewish Club aktiv. 
Die Tochter Luise (Lisel) (* 1913 in Berlin-Charlottenburg; † 2006 in Stockholm) wurde wie ihre Mutter Sängerin (Sopran). Luise war von 1934 bis 1939 in erster Ehe mit dem ungarischen Pianisten Arpád Sándor (* 1896, † 1972) verheiratet. Sie emigrierte 1937 nach Schweden und heiratete 1939 in Stockholm den deutsch-schwedischen Dirigenten Herbert Sandberg (* 1902, † 1966), einen Schüler ihres Vaters.

## Rollen
Blech-Frank sang vor allem Rollen aus dem Koloratur- und Soubrettenfach: Cherubino in Figaros Hochzeit, Zerline in Don Giovanni und Fra Diavolo, Marzelline in Fidelio, Ännchen in Der Freischütz, den Pagen Urbain in Die Hugenotten, Frau Dot in Das Heimchen am Herd von Karl Goldmark, Micaëla in Carmen, Hänsel in Hänsel und Gretel. Beliebt war sie besonders in Partien von Albert Lortzing wie Marie in Zar und Zimmermann oder Baronin Freimann in Der Wildschütz.

## Zitate
„Blech weiß, was er dieser treuen Lebensgefährtin zu danken hat; die immer klaren Blickes, frei von allem Vorurteil, dem Gatten zu helfen und zu raten weiß, den sie sorglich umhegt.“

„Ich kam rechtzeitig zu den „Mai-Festspielen“ nach Prag. Ein Wagner-Zyklus. Der Mann, der vor mir dirigierte, hieß Gustav Mahler; der Mann, der nach mir dirigierte, Felix Mottl. Dazwischen dirigierte ich, der junge Mann aus Aachen, probeweise Lohengrin….Das war am 18. Mai 1899 abends. Am Morgen des 19. Mai reiste ich mit dem Vertrag in der Tasche nach Aachen zurück. Am Vormittag des 20. Mai heiratete ich die geliebte Gefährtin meines langen Lebens, die Frau, die in meiner Cherubina-Oper die Titelrolle gesungen hatte. Am Mittag, beim Hochzeitsmahl, kam ein Telegramm aus Wiesbaden an meine junge Frau: »Heute Abend Kaiservorstellung, Carmen. Bitten Sie dringend zu singen, da in der größten Verlegenheit. Honorar dreihundert Mark.« Kurz und gut: Am Abend meines Hochzeitstages saß ich ohne Frau da. Schuld daran hatte wieder einmal Carmen und die Tatsache, daß wir die dreihundert Mark dringend brauchten. Wir wollten ja nach Prag.“

„Sie ist eine liebenswürdig frische, niemals aufdringliche Darstellerin, eine vortreffliche Vertreterin des Soubrettenfaches, deren ungekünstelter Humor ihr reichen Beifall sichert, während ihre solide gesangliche Ausbildung und ihre wohlklingenden stimmlichen Mittel, die sie zur besten Geltung zu bringen weiß, einstimmig anerkannt werden.“